# Лэй Фаньпэй
Лэй Фаньпэй (кит. 雷凡培, род. май 1963, Хэян, Шэньси) — китайский инженер, государственный и политический деятель, Первый заместитель заведующего Канцелярией Комитета ЦК КПК по развитию военно-гражданской интеграции с августа 2022 года.
Ранее председатель правления Китайской государственной судостроительной корпорации (2019—2022) и Китайской судостроительной промышленной корпорации (2018—2019), председатель совета директоров (2014—2018) и генеральный директор Китайской аэрокосмической научно-технической корпорации (2013—2014).
Кандидат в члены ЦК КПК 19-го созыва, член Центрального комитета Компартии Китая 20-го созыва.

## Биография
Родился в мае 1963 года в уезде Хэян, провинция Шэньси.
В 1980 году поступил в Северо-Западный политехнический университет, где в 1984 году получил диплом бакалавра и в 1987 году — диплом магистра по специальности «ракетные двигатели». В январе 1985 года вступил в Коммунистическую партию Китая.
После университета направлен по распределению на режимный объект «База 067» Министерства аэрокосмической промышленности КНР (ныне Китайская академия аэрокосмической двигательной техники, также известная как 6-й Научно-исследовательский институт Китайской аэрокосмической научно-технической корпорации), где дослужился до заместителя директора, а в 1997 года — до должности директора Института.
С февраля 2005 года — заместитель генерального директора Китайской аэрокосмической научно-технической корпорации (КАНТК), с апреля 2013 года — генеральный директор корпорации. В мае 2014 года назначен председателем совета директоров КАНТК.
В марте 2018 года вступил в должности председателя правления и секретаря партотделения КПК Китайской судостроительной промышленной корпорации. В октябре 2019 года после реорганизации ряда промышленных компаний — председатель правления и партсекретарь КПК вновь образованной Китайской государственной судостроительной корпорации.
В августе 2022 года назначен Первым заместителем заведующего Канцелярией Комитета ЦК КПК по развитию военно-гражданской интеграции.